# 12548 Erinriley
12548 Erinriley eller 1998 QJ25 är en asteroid i huvudbältet som upptäcktes den 17 augusti 1998 av LINEAR i Socorro County, New Mexico. Den är uppkallad efter Erin Kathleen Riley.
Den tillhör asteroidgruppen Nysa.